# 김소유
김소유(Soyou Kim, 본명: 김소희, 1991년 2월 27일 ~ )는 대한민국의 가수.

## 개요
2008년 국립전통예술고등학교 3학년 때 '전주대사습놀이 전국대회' 학생부 경연에서 판소리 부분에서 차하를 받았을 정도로 국악 실력자다. 2015년 나유진으로 가수 활동을 시작했으며, 2018년 김소유로 예명을 바꾸고 트로트 가수로 데뷔 후, 2019년 '내일은 미스트롯'에 참가해 송가인과 준결승 '일대일 한곡대결'에서 인상적인 무대를 펼치며 최종 9위를 했다. 어머니가 떡집을 하고 있어서 '떡집 딸'이라는 별칭이 붙었고, 자신의 별명을 딴 브랜드를 만들어 2022년 까지 떡 사업을 했다.'내일은 미스트롯2'에도 참가했고, 유튜브 개인채널을 통해 팬들과 소통하고 있다. BBS불교방송 라디오에서 《김소유의 백팔가요》의 진행을 맡는 등 TV, 라디오, 각종 행사에서 활발하게 활동하고 있다. '내일은 미스트롯'에서 〈진정인가요〉, 〈10분 내로〉를 부르면서 꺽고 돌리지 않아도 작은 체구에서 나오는 파워풀한 가창력을 소유한 김연자가 롤모델인 만큼 김소유도 간드러지면서 파워풀한 가창력이 특징이다. 판소리와 트로트가 섞인 장르를 추구한다.

## 데뷔
2015년 3월 20일 정규 앨범《사랑 방정식》을 발매하고 나유진이란 예명으로 활동을 시작했으며, 2018년 2월 26일 싱글 앨범 《초생달》을 발매하며 트로트 가수 김소유로 데뷔하였다.

## 생애
김소유는 1991년 2월 27일, 서울특별시에서 3녀 중 장녀로 출생했으며, 본명은 김소희다. 초등학교 4학년 때 학예회 발표에서 판소리를 하게 되면서 재미를 느껴 스스로 국악 학원을 찾아 판소리를 배우기 시작했으며, 고등학교, 대학에서도 판소리를 전공했다. 국악을 전공했어도 마땅한 일자리가 없어 자신이 좋아하는 것을 하고싶어했다. 친구들과 노래방에 가면 트로트를 즐겨부르면서 트로트를 좋아하게 됐고, 아무런 생각없이 경기도 양평군에서 열린 전국노래자랑에 참가해 최우수상(1등)을 받았고, 연말결선에 참가하면서 김소유를 알아본 박성훈 작곡가가 김소유에게 연락해 2015년 3월 20일 정규 1집 《사랑방정식》을 발매하며 '나유진'으로 데뷔했다. 처음엔 소속사 없었기에 행사나 방송에 출연할 기회가 거의 없었다. 치킨집, 콜센터, 떡배달 알바하며 생계를 이어갔다. 그러던 중 부산 전국 TOP 10 가요쇼에서 개최한 남녀 각 1명식 선발해서 해당 프로에서 무대에 설 기회를 주는 오디션에 참가했는데, 당시 가창력이 좋은 참가자들이 많아서 경연이 끝나서 자포자기 심정으로 택시를 타고 서울로 돌아왔는데, 프로그램 작가가 김소유에게 전화해서 여성 1위를 했다고 연락을 받으며 처음으로 전국 TOP 10 가요쇼에서 노래를 하게 됐다.

## 연예활동
- 2021년 10월 29일 현재의 소속사 '스타리움 엔터테인먼트'와 계약했다가 2022년 계약 종료했다.

- 2022년 2월 7일부터 BBS 불교방송의 라디오 프로그램인 《김소유의 백팔가요》에서 정식 DJ를 맡아 진행하고 있다. 2021년 11월 29일 게스트로 출연했었고, 이후 기존 DJ 김흥국을 대신해 임시로 진행을 했으나 몇주 후 정식 DJ가 되었다. 매주 화요일에 1부 배아현, 2부 권미희와 함께 '김배권 시스터스(김소유, 배아현, 권미희 Sisters)'라 불리며 비공식적으로 한 팀이 됐다.

- 유튜브《김소유튜브 KIMSOYOUTUBE》 - 2019년 6월 15일 '김소유 Kimsoyou' 채널을 개설하고 첫 영상을 업로드를 시작으로 각종 행사, 방송 등에 출연했던 영상을 주로 업로드했고, 2020년 11월 부터는 집에서 유튜브 실시간 방송을 통해 비정기적으로 신청곡을 라이브로 부르며 팬들과 소통하고 있다. 2021년 3월 10일 부터는 브이로그(V-Log)도 가끔씩 올리고 있다. 2023년 2월 7일 현재 구독자는 2.22만명이고, 조회수는 298만회이다.

- 팬카페 《유엔유(You&U)》 - 2023년 2월 25일 김소유의 생일파티 겸 팬카페 창립 이래 첫 팬미팅이 서울에서[6] 열렸다. 내일은 미스트롯에서 9위로 결승엔 오르지 못했으나, 2023년 4월 17일 현재 팬덤 규모는 참가자들 가운데 다섯번째로 많은 팬을 확보하고 있다. 팬들과 소통하기 위해 김소유가 직접 댓글도 달아주고 꾸준하게 글을 올리고 있다.

## 방송
- 2018년 KBS1 《아침마당 - 도전 꿈의무대》
- 2019년 TV조선 《내일은 미스트롯》
- 2019년 MBC 《마이 리틀 텔레비전 V2》
- 2019년 tvN STORY 《수요미식회》
- 2019년 TV조선 《송가인이 간다 - 뽕 따러 가세》
- 2019년 SBS 플러스 《밥은 먹고 다니냐?》
- 2020년 TV조선 《내일은 미스트롯2》
- 2022년 MBC 《생방송 행복드림 로또 6/45》- 게스트 1035회
- 2023년 MBN 《현역가왕》
- 2024년 KBS1《인간극장》

## 공연
- 2019년 내일은 미스트롯 전국투어 "효" 콘서트
- 2019년 ~ 2020년 내일은 미스트롯 전국투어 "청춘"콘서트
- 2020년 뮤지컬 "트롯연가"
- 2023.03.11. 《2023 남진 콘서트 - 인천》 (송도컨벤시아)
- 2023.04.01. 《디자이너 조현숙과 함께하는 슈퍼 빅 콘서트》 (광운대학교 동해문화예술관 대극장), 시각장애인 기부
- 2023.04.15. 《남진 60주년 콘서트》 (성남)
- 2023.04.22. 《남진 60주년 콘서트》 (목포)

## MC, DJ
- 2022.06.24. 《2022 평택국제영화제(PIFF)》개막식, 진행
- 2022.02.07. ~ 2024.09.03. BBS 불교방송 《김소유의 백팔가요》 고정 DJ

## 라디오
- 2018년 TBS FM 《최일구의 허리케인 라디오》서바이벌 힘든싱어
- 2019년 TBS FM 《최일구의 허리케인 라디오》서바이벌 힘든싱어
- 2019년 TBS FM 《유쾌한만남》
- 2019년 MBC FM 《정선희 문천식의 지금은 라디오 시대》
- 2020년 MBC FM 《정선희 문천식의 지금은 라디오 시대》
- 2022년 BBS 불교방송 《김소유의 백팔가요》진행
- 2024.9.25. ~ 2025.6.18. MBC FM 《손태진의 트로트 라디오》‘내일은 해뜰날’ 2기

## 인터넷
- 2023.08.22. 이벤트TV 《트롯의 맛 시즌1》 14회, 〈두여인〉,〈거문고야〉,〈10분내로〉

## 행사
- 2020.01.31. 《2019-2020 현대모비스 프로농구》 서울 삼성 썬더스 vs 전주 KCC 이지스, 시투, 애국가 제창, 축하공연

## 뉴스, 보도
- 2023,04.17. OBSW+ 《인터뷰 PICK》"가수 김소유 | 내가 말하는 나의 매력은?"

## 음반
- 2015.03.20. 나유진/1집 정규 《사랑 방정식》 수록곡 〈사랑 방정식〉,〈내고향 여수〉,〈님맞이 꽃〉,〈잡지마〉,〈정말좋았네〉,〈저 하늘 별을 찾아〉,〈안동역에서〉,〈고장난 벽시계〉,〈장녹수〉,〈대전블루스〉 (장르:성인가요, 기획사/발매사:RIAK)
- 2018.02.26. 김소유/2집 싱글 《초생달》 수록곡 〈초생달〉,〈여자랍니다〉,〈미련일랑〉 (장르:성인가요, 기획사:하하 엔터테인먼트, 발매사:쿠킹뮤직)
- 2019.04.19. 컴필레이션 《미스트롯 LEGEND MISSION》 수록곡 〈십분 내로〉 (장르:성인가요, 기획사:㈜티조컬처앤컨텐츠, 발매사:카카오엔터테인먼트)
- 2019.04.26. 컴필레이션 《미스트롯 LEGEND MISSION Ⅱ》 수록곡 〈진정인가요〉(김소유, 송가인), (장르:성인가요, 기획사:㈜티조컬처앤컨텐츠, 발매사:카카오엔터테인먼트)
- 2019.09.16. 3집 싱글 《별 아래 산다》 수록곡 〈별 아래 산다〉,〈숫자인생 (Prod. 플레이사운드)〉 (장르:성인가요, 기획사:㈜소리바다, 발매사:카카오엔터테인먼트)
- 2019.10.21. 컴필레이션 《미스트롯 라이브 베스트》 수록곡 〈대전 블루스〉,〈친구여〉(Various Artists), (장르:성인가요, 기획사:거성레코드, 발매사:카카오엔터테인먼트)
- 2019.10.24. 컴필레이션 《미스트롯 라이브 베스트》 수록곡 〈오래오래 살아주세요〉 (장르:성인가요, 기획사:거성레코드, 발매사:카카오엔터테인먼트)
- 2020.02.11. 4집 싱글 《숫자인생 (댄스버전)》 수록곡 〈숫자인생 (댄스버전)〉 (장르:성인가요, 기획사:㈜소리바다, 발매사:카카오엔터테인먼트)
- 2020.03.13. OST 《썸 끓는 시간, 만화카페2호점 OST》 수록곡 〈숫자인생 (수능금지곡 버전)〉 (장르:국내드라마/성인가요, 기획사:㈜소리바다, 발매사:카카오엔터테인먼트)
- 2020.07.25. 컴필레이션 《불후의 명곡 – 전설을 노래하다 (여름특집 2탄-서머퀸 특집)》 수록곡 〈여행을 떠나요〉(송가인, 정미애, 홍자, 정다경, 숙행, 김소유), (장르:성인가요, 기획사:한국방송공사, 발매사:카카오엔터테인먼트)
- 2020.09.26. 컴필레이션 《식구》 수록곡 〈사랑 방정식〉 (장르:성인가요, 기획사:생각을보여주는엔터테인먼트, 발매사:카카오엔터테인먼트)
- 2020.10.11. 컴필레이션 《로또싱어 2회》 수록곡 〈칠갑산 (Chilgapsan)〉 (장르:성인가요, 기획사:(주)래드컴, 스페이스래빗, 발매사:YG PLUS)
- 2021.04.25. 5집 싱글 《두 여인》 수록곡 〈두 여인〉 (장르:성인가요, 기획사:김소유, 발매사:카카오엔터테인먼트)[7]

## 수상
- 2008.09.08. 《제26회 전주대사습놀이 전국대회》 학생부 판소리 차하 수상[8]
- 2014년 《전국노래자랑》 양평군편 최우수상
- 2014년 《제11회 추풍령 가요제》 대상 수상〈용두산 엘레지〉
- 2014년 《제3회 백마강 가요제》 은상 수상
- 2018년 《제26회 대한민국문화연예대상》 성인가요 성인신인상
- 2019년 《제1회 2019 월드스타 연예대상》 가요(트로트)부문 신인상
- 2021.12.20. 《2021 한류문화대상》 특별상 수상[9]
- 2022.03.31. 《제28회 대한민국 연예예술상》 성인가요 부문 - 신인가수상[10]

## 학력
- 2006년 ~ 2009년 국립전통예술고등학교 성악(판소리) 전공
- 2009년 ~ 2013년 중앙대학교 음악극과 학사

## 경력
- 전국 TOP 10 가요쇼 前 1기 영텐 멤버
- 2019.09.05. 독도사랑운동본부 독도지킴이 홍보대사[11]
- 2020.07.09. 서울특별시 동작구 홍보대사[12]
- 2022.05.15. 충남도립대학교 홍보대사[13]
- 2022.09.20. 생명나눔실천본부 홍보대사[14]
- 2025.01.16. 조계종 사회복지재단 홍보대사

## 뮤직 차트

#### 가온 뮤직 차트 - BGM차트(주간)
| 년도   | 주차   | 구분   | 순위 | 곡명             | 아티스트       | 앨범                          |
| ------ | ------ | ------ | ---- | ---------------- | -------------- | ----------------------------- |
| 2021년 | 18주차 | (종합) | 97위 | 〈두 여인〉      | 김소유         | 《두 여인》                   |
| 2019년 | 38주차 | (종합) | 40   | 〈별 아래 산다〉 | 김소유         | 《별 아래 산다》              |
| 2019년 | 32주차 | (종합) | 92   | 〈진정인가요〉   | 송가인, 김소유 | 《미스트롯 LEGEND MISSION Ⅱ》 |
| 2019년 | 31주차 | (종합) | 87   | 〈진정인가요〉   | 송가인, 김소유 | 《미스트롯 LEGEND MISSION Ⅱ》 |
| 2019년 | 30주차 | (종합) | 79   | 〈진정인가요〉   | 송가인, 김소유 | 《미스트롯 LEGEND MISSION Ⅱ》 |
| 2019년 | 29주차 | (종합) | 81   | 〈진정인가요〉   | 송가인, 김소유 | 《미스트롯 LEGEND MISSION Ⅱ》 |
| 2019년 | 28주차 | (종합) | 69   | 〈진정인가요〉   | 송가인, 김소유 | 《미스트롯 LEGEND MISSION Ⅱ》 |
| 2019년 | 27주차 | (종합) | 72   | 〈진정인가요〉   | 송가인, 김소유 | 《미스트롯 LEGEND MISSION Ⅱ》 |
| 2019년 | 26주차 | (종합) | 54   | 〈진정인가요〉   | 송가인, 김소유 | 《미스트롯 LEGEND MISSION Ⅱ》 |
| 2019년 | 25주차 | (종합) | 67   | 〈진정인가요〉   | 송가인, 김소유 | 《미스트롯 LEGEND MISSION Ⅱ》 |
| 2019년 | 24주차 | (종합) | 38   | 〈진정인가요〉   | 송가인, 김소유 | 《미스트롯 LEGEND MISSION Ⅱ》 |
| 2019년 | 23주차 | (종합) | 35   | 〈진정인가요〉   | 송가인, 김소유 | 《미스트롯 LEGEND MISSION Ⅱ》 |
| 2019년 | 22주차 | (종합) | 23   | 〈진정인가요〉   | 송가인, 김소유 | 《미스트롯 LEGEND MISSION Ⅱ》 |
| 2019년 | 21주차 | (종합) | 30   | 〈진정인가요〉   | 송가인, 김소유 | 《미스트롯 LEGEND MISSION Ⅱ》 |
| 2019년 | 20주차 | (종합) | 21   | 〈진정인가요〉   | 송가인, 김소유 | 《미스트롯 LEGEND MISSION Ⅱ》 |
| 2019년 | 19주차 | (종합) | 11   | 〈진정인가요〉   | 송가인, 김소유 | 《미스트롯 LEGEND MISSION Ⅱ》 |
| 2019년 | 18주차 | (종합) | 10   | 〈진정인가요〉   | 송가인, 김소유 | 《미스트롯 LEGEND MISSION Ⅱ》 |
| 2019년 | 17주차 | (종합) | 7    | 〈진정인가요〉   | 송가인, 김소유 | 《미스트롯 LEGEND MISSION Ⅱ》 |

#### 가온 뮤직 차트 - Mobile 벨(주간)
| 년도   | 주차   | 구분   | 순위 | 곡명           | 아티스트       | 앨범                          |
| ------ | ------ | ------ | ---- | -------------- | -------------- | ----------------------------- |
| 2020년 | 8주차  | (종합) | 99   | 〈진정인가요〉 | 송가인, 김소유 | 《미스트롯 LEGEND MISSION Ⅱ》 |
| 2020년 | 5주차  | (종합) | 84   | 〈진정인가요〉 | 송가인, 김소유 | 《미스트롯 LEGEND MISSION Ⅱ》 |
| 2020년 | 4주차  | (종합) | 68   | 〈진정인가요〉 | 송가인, 김소유 | 《미스트롯 LEGEND MISSION Ⅱ》 |
| 2020년 | 3주차  | (종합) | 95   | 〈진정인가요〉 | 송가인, 김소유 | 《미스트롯 LEGEND MISSION Ⅱ》 |
| 2020년 | 2주차  | (종합) | 99   | 〈진정인가요〉 | 송가인, 김소유 | 《미스트롯 LEGEND MISSION Ⅱ》 |
| 2020년 | 1주차  | (종합) | 55   | 〈진정인가요〉 | 송가인, 김소유 | 《미스트롯 LEGEND MISSION Ⅱ》 |
| 2019년 | 52주차 | (종합) | 56   | 〈진정인가요〉 | 송가인, 김소유 | 《미스트롯 LEGEND MISSION Ⅱ》 |
| 2019년 | 50주차 | (종합) | 99   | 〈진정인가요〉 | 송가인, 김소유 | 《미스트롯 LEGEND MISSION Ⅱ》 |
| 2019년 | 48주차 | (종합) | 89   | 〈진정인가요〉 | 송가인, 김소유 | 《미스트롯 LEGEND MISSION Ⅱ》 |
| 2019년 | 47주차 | (종합) | 77   | 〈진정인가요〉 | 송가인, 김소유 | 《미스트롯 LEGEND MISSION Ⅱ》 |
| 2019년 | 45주차 | (종합) | 78   | 〈진정인가요〉 | 송가인, 김소유 | 《미스트롯 LEGEND MISSION Ⅱ》 |
| 2019년 | 44주차 | (종합) | 56   | 〈진정인가요〉 | 송가인, 김소유 | 《미스트롯 LEGEND MISSION Ⅱ》 |
| 2019년 | 43주차 | (종합) | 45   | 〈진정인가요〉 | 송가인, 김소유 | 《미스트롯 LEGEND MISSION Ⅱ》 |
| 2019년 | 42주차 | (종합) | 68   | 〈진정인가요〉 | 송가인, 김소유 | 《미스트롯 LEGEND MISSION Ⅱ》 |
| 2019년 | 41주차 | (종합) | 49   | 〈진정인가요〉 | 송가인, 김소유 | 《미스트롯 LEGEND MISSION Ⅱ》 |
| 2019년 | 40주차 | (종합) | 29   | 〈진정인가요〉 | 송가인, 김소유 | 《미스트롯 LEGEND MISSION Ⅱ》 |
| 2019년 | 39주차 | (종합) | 44   | 〈진정인가요〉 | 송가인, 김소유 | 《미스트롯 LEGEND MISSION Ⅱ》 |
| 2019년 | 38주차 | (종합) | 37   | 〈진정인가요〉 | 송가인, 김소유 | 《미스트롯 LEGEND MISSION Ⅱ》 |
| 2019년 | 37주차 | (종합) | 33   | 〈진정인가요〉 | 송가인, 김소유 | 《미스트롯 LEGEND MISSION Ⅱ》 |
| 2019년 | 36주차 | (종합) | 45   | 〈진정인가요〉 | 송가인, 김소유 | 《미스트롯 LEGEND MISSION Ⅱ》 |
| 2019년 | 35주차 | (종합) | 46   | 〈진정인가요〉 | 송가인, 김소유 | 《미스트롯 LEGEND MISSION Ⅱ》 |
| 2019년 | 34주차 | (종합) | 40   | 〈진정인가요〉 | 송가인, 김소유 | 《미스트롯 LEGEND MISSION Ⅱ》 |
| 2019년 | 33주차 | (종합) | 36   | 〈진정인가요〉 | 송가인, 김소유 | 《미스트롯 LEGEND MISSION Ⅱ》 |
| 2019년 | 32주차 | (종합) | 26   | 〈진정인가요〉 | 송가인, 김소유 | 《미스트롯 LEGEND MISSION Ⅱ》 |
| 2019년 | 31주차 | (종합) | 25   | 〈진정인가요〉 | 송가인, 김소유 | 《미스트롯 LEGEND MISSION Ⅱ》 |
| 2019년 | 30주차 | (종합) | 31   | 〈진정인가요〉 | 송가인, 김소유 | 《미스트롯 LEGEND MISSION Ⅱ》 |
| 2019년 | 29주차 | (종합) | 34   | 〈진정인가요〉 | 송가인, 김소유 | 《미스트롯 LEGEND MISSION Ⅱ》 |
| 2019년 | 28주차 | (종합) | 78   | 〈진정인가요〉 | 송가인, 김소유 | 《미스트롯 LEGEND MISSION Ⅱ》 |
| 2019년 | 27주차 | (종합) | 60   | 〈진정인가요〉 | 송가인, 김소유 | 《미스트롯 LEGEND MISSION Ⅱ》 |
| 2019년 | 26주차 | (종합) | 56   | 〈진정인가요〉 | 송가인, 김소유 | 《미스트롯 LEGEND MISSION Ⅱ》 |
| 2019년 | 25주차 | (종합) | 95   | 〈진정인가요〉 | 송가인, 김소유 | 《미스트롯 LEGEND MISSION Ⅱ》 |
| 2019년 | 24주차 | (종합) | 71   | 〈진정인가요〉 | 송가인, 김소유 | 《미스트롯 LEGEND MISSION Ⅱ》 |
| 2019년 | 23주차 | (종합) | 40   | 〈진정인가요〉 | 송가인, 김소유 | 《미스트롯 LEGEND MISSION Ⅱ》 |
| 2019년 | 22주차 | (종합) | 49   | 〈진정인가요〉 | 송가인, 김소유 | 《미스트롯 LEGEND MISSION Ⅱ》 |
| 2019년 | 21주차 | (종합) | 63   | 〈진정인가요〉 | 송가인, 김소유 | 《미스트롯 LEGEND MISSION Ⅱ》 |
| 2019년 | 20주차 | (종합) | 43   | 〈진정인가요〉 | 송가인, 김소유 | 《미스트롯 LEGEND MISSION Ⅱ》 |
| 2019년 | 19주차 | (종합) | 38   | 〈진정인가요〉 | 송가인, 김소유 | 《미스트롯 LEGEND MISSION Ⅱ》 |

## 기타
- 개인기 : 염소 소리(엄마염소, 아기염소)
- 별명 : 힘소유
- 가장 애착이 가는 곡 : 〈진정인가요〉
- 팬덤 상징색 : 라임(#b5e61d)

## 참조
1. ↑  2023년 2월 16일 김소유 유튜브 실방에서 김소유가 직접 언급
2. ↑  관악구에 위치한 관음사 주지 스님이 작명해줌. 2021년 11월 29일 BBS 백팔가요에서 언급.
3. ↑  2021년 11월 29일 BBS 백팔가요에서 언급
4. ↑  2023년 8월 22일 이벤트TV '트로트의 맛 시즌1' 14회에서 언급.
5. ↑  2023년 4월 17일 OBSW+ '[인터뷰 PICK] 가수 김소유 | 내가 말하는 나의 매력은?'에서 언급
6. ↑  서울시 강남구 삼성동 수담한정식
7. ↑  두 여인 (싱글) Bugs "2021년 4월 28일 확인 완료"
8. ↑  “제26회 전주대사습놀이 전국대회 학생부 수상자 명단”. 《(사)전주대사습놀이보존회》. 2008년 9월 8일. 2021년 3월 6일에 원본 문서에서 보존된 문서. 2022년 2월 7일에 확인함.
9. ↑  “서동주-신성-낸시랭-김소유, ‘2021 한류문화대상 시상식’서 각종 상 수상”. 《MBN》. 2021년 12월 21일.
10. ↑  “[TOP직캠] 김소유 ‘두 여인’ 대한민국 연예예술상 축하공연 무대(220331)”. 《톱스타뉴스》. 2022년 4월 1일.
11. ↑  “‘미스트롯’ 김소유, 독도지킴이 홍보대사로 위촉”. 《사단법인 독도사랑운동본부》. 2019년 9월 9일.
12. ↑  “동작구 홍보대사에 트롯가수 '김소유'”. 《동작뉴스닷컴》. 2020년 7월 10일.
13. ↑  “충남도립대, 트롯가수 '신성·김소유' 홍보대사 위촉”. 《대전일보》. 2022년 5월 15일.
14. ↑  “BBS '백팔가요' 김소유·권미희·배아현 생명나눔 기부 동참”. 《BBS News》. 2022년 9월 20일.